# Ferrari 212 F1
Ferrari 212 F1 je Ferrarijev dirkalnik Formule 1 in Formule 2, ki je bil v uporabi na prvenstvenih dirkah Formule 1 v sezonah 1951 in 1952, ko je z njim večinoma nastopalo moštvo Ecurie Espadon. Skupno je bil dirkalnik uporabljen na petindvajsetih dirkah, na katerih so dirkači dosegli dve zmagi in še šest uvrstitev na stopničke.
Dirkalnik je debitiral na neprvenstveni dirki Formule 1 za Veliko nagrado Sirakuz v sezoni 1951, ko so na dirki nastopili Dorino Serafini iz tovarniškega moštva Scuderia Ferrari ter Rudolf Fischer in Pierre Staechelin iz moštva Ecurie Espadon. To je bil tudi edini nastop z dirkalnikom 212 za Ferrari, od tedaj naprej ga je uporabljalo le moštvo Ecurie Espadon. Debi je bil uspešen, saj je Serafini zasedel drugo, Fischer pa tretje mesto. Fischer je nato dosegel še tretje mesto na dirki za Veliko nagrado Sanrema in drugo mesto na dirki za Veliko nagrado Bordeauxa, obe sta bili neprvenstveni dirki Formule 1. Po zmagah na dirkah Formule 2 za Veliko nagrado Laca in Veliko nagrado Rempartsa in tretjem mesti na dirki Avusrennen, je Fischer nastopil tudi na dveh prvenstvenih dirkah Formule 1, dirki za Veliko nagrado Nemčije, kjer je bil šesti, in dirki za Veliko nagrado Italije, kjer zaradi trčenja na prostem treningu ni štartal.
V sezoni 1952 je Peter Hirt na prvenstveni dirki za Veliko nagrado Švice dosegel sedmo mesto, na dirki za Veliko nagrado Francije pa sta bila Hirt in Fischer skupaj na enajstem mestu. Nato je Hirt odstopil na dirki za Veliko nagrado Velike Britanije, Rudolf Schoeller na dirki za Veliko nagrado Nemčije, Hans Stuck pa se ni kvalificiral na dirko za Veliko nagrado Italije. Stuck je nastopil še na dveh dirkah Formule 2, Veliki nagradi Modene, kjer je bil deveti, in Avusrennen, kjer je zasedel peto mesto, kar je bila zadnja dirka za Ferrari 212. 